# Bertone Pirana

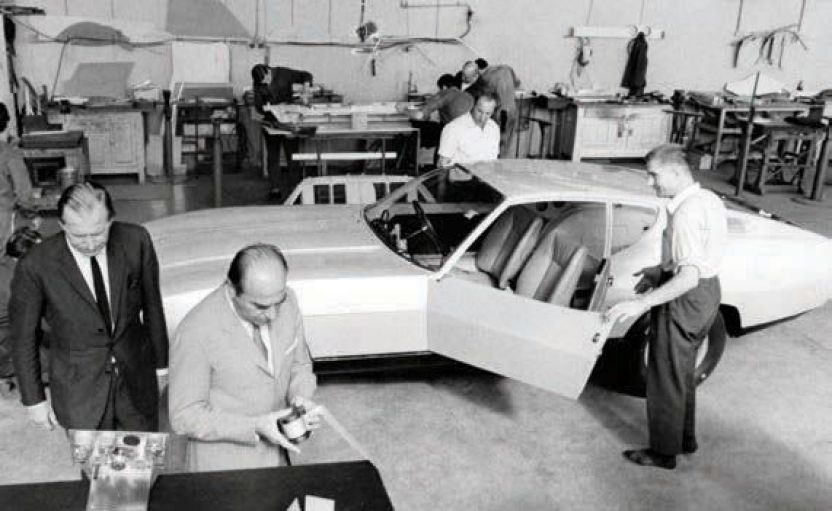
jaguar pirana

El Bertone Pirana o Jaguar Pirana (no "Piranha", como algunas fuentes mencionan) fue un prototipo de automóvil creado por Bertone para el Salón del Automóvil de Londres de 1967 en el centro de exhibiciones de Earl's Court. El elegante GT 2+2 estaba basado en el chasis y la cadena cinemática del Jaguar E-Type 4.2 l, pero se cambió la carrocería por una monocasco de acero con interiores de lujo.
El Pirana fue diseñado por Marcello Gandini, quizás más conocido por ser el diseñador del Lamborghini Countach. Inusualmente para un coche de demostración, el Pirana fue comisionado como un ardid publicitario por el Daily Telegraph, uno de los principales diarios británicos, como un ejemplo de "automóvil ideal". Después de una actuación exitosa en el Salón del Automóvil de Londres, el Pirana se expuso posteriormente en el Salón del Automóvil de Nueva York y luego en el Salón del Motor británico en Montreal.
Algunos comentaristas afirman que el Pirana inspiró el Lamborghini Espada, que Lamborghini produjo un año después.